# Sochaux
Sochaux és un municipi francès del departament del Doubs i la regió de Borgonya - Franc Comtat.